# Laguna Poclac
A Laguna Poclac é um lago localizado na Guatemala, cuja cota de altitude acima do nível do mar é apreciável. Localiza-se no departamento de Huehuetenango, no município de Santa Cruz Barillas.